# 伊拿斯奧·干沙利斯
伊拿斯奧·「納科」·馬利·干沙利斯·加蒂（西班牙語：Ignacio 'Nacho' María González Gatti，1982年5月14日—），簡稱伊拿斯奧·干沙利斯（西班牙語：Ignacio González），現效力華倫西亞，司職中場。

## 球會
干沙利斯的足球生涯在達努比奧展開，他總共代表這支蒙特維多球會上陣170次及攻入45球。期間，他分別在2004年和2007年贏得烏甲冠軍。
2008年1月，干沙利斯被外借至法國球會摩納哥，但上陣次數屈指可數。4月27日，他在以2-3的比分不敵馬賽攻入其唯一一球。
其後，干沙利斯轉投西甲球會華倫西亞。然而，在2008年9月1日，他被球會外借至紐卡素直到球季結束。這則轉會卻被時任紐卡素領隊奇雲·基謹認為是毫無作用的，他聲稱自己是被逼買入他，完全是因為時任球會足球總監丹尼斯·韋斯在Youtube觀看他的影片而已，並認為他對球會作用有限。
干沙利斯在球季早段跟腱嚴重受傷，不過上陣兩次的他就這樣缺陣了四個月。2009年2月，球隊教練基斯·曉頓稱他康復情況良好，並確信他重返華倫西亞前可再度上陣。然而，他並未有，繼而在2009年7月返回華倫西亞。2009年10月，英超裁決確認借用他是與奇雲·基謹的願望相違背的，而且是違反奇雲·基謹的合約，結果判處紐卡素需要賠償奇雲·基謹200萬英鎊。這宗交易據報是由丹尼斯·韋斯和米克·艾殊利經由兩名南美洲經理人的同意而落實的。
2009/10，干沙利斯未有在西甲上陣過。其後，他被外借至希臘球會利華戴亞高斯 ，直到該季結束。

## 國際賽
2006年3月1日，干沙利斯在晏菲路球場以1-2的比分不敵英格蘭的賽事中後備入替而首次代表烏拉圭上陣。
其後，干沙利斯獲徵召出戰2007年美洲國家盃，最終位列第四。烏拉圭隊在四強戰對巴西的賽事中於半場時後備入替，其後雙方比數拉近至2-2，使賽事要進行加時。他在互射十二碼階段雖然射入，但烏拉圭依然被淘汰出局。
2008年8月20日，干沙利斯在札幌巨蛋以3-1的比分擊敗日本的賽事中攻入其處子入球。其後，他獲選出戰2010年世界盃，並在首場對法國的賽事中上陣63分鐘，雙方0-0打成平手。烏拉圭最終打入四強。

### 國際賽入球
| #  | 日期          | 地點         | 對手 | 入球 | 結果 | 性質 |
| -- | ------------- | ------------ | ---- | ---- | ---- | ---- |
| 1. | 2008年8月20日 | 札幌札幌巨蛋 | 日本 | 2–0  | 3–1  | 友賽 |

## 外部連結
- （法文）L'Équipe stats （页面存档备份，存于）
- （法文）伊拿斯奧·干沙利斯 – 法國職業足球聯賽数据 – 支持法语（已存档）
- （英文）足球数据库：Ignacio María González的球员统计数据
- （西班牙文）National team data[永久]